# Medalha de serviço coreana
A Medalha de Serviço Coreano ( KSM ) é uma condecoração militar pelo serviço nas Forças Armadas dos Estados Unidos e foi criada em 8 de novembro de 1950, por ordem executiva do presidente Harry Truman . A Medalha de Serviço Coreano é a principal condecoração militar dos EUA pelo serviço ou participação em operações na área coreana entre 27 de junho de 1950 e 27 de julho de 1954.